# Unni

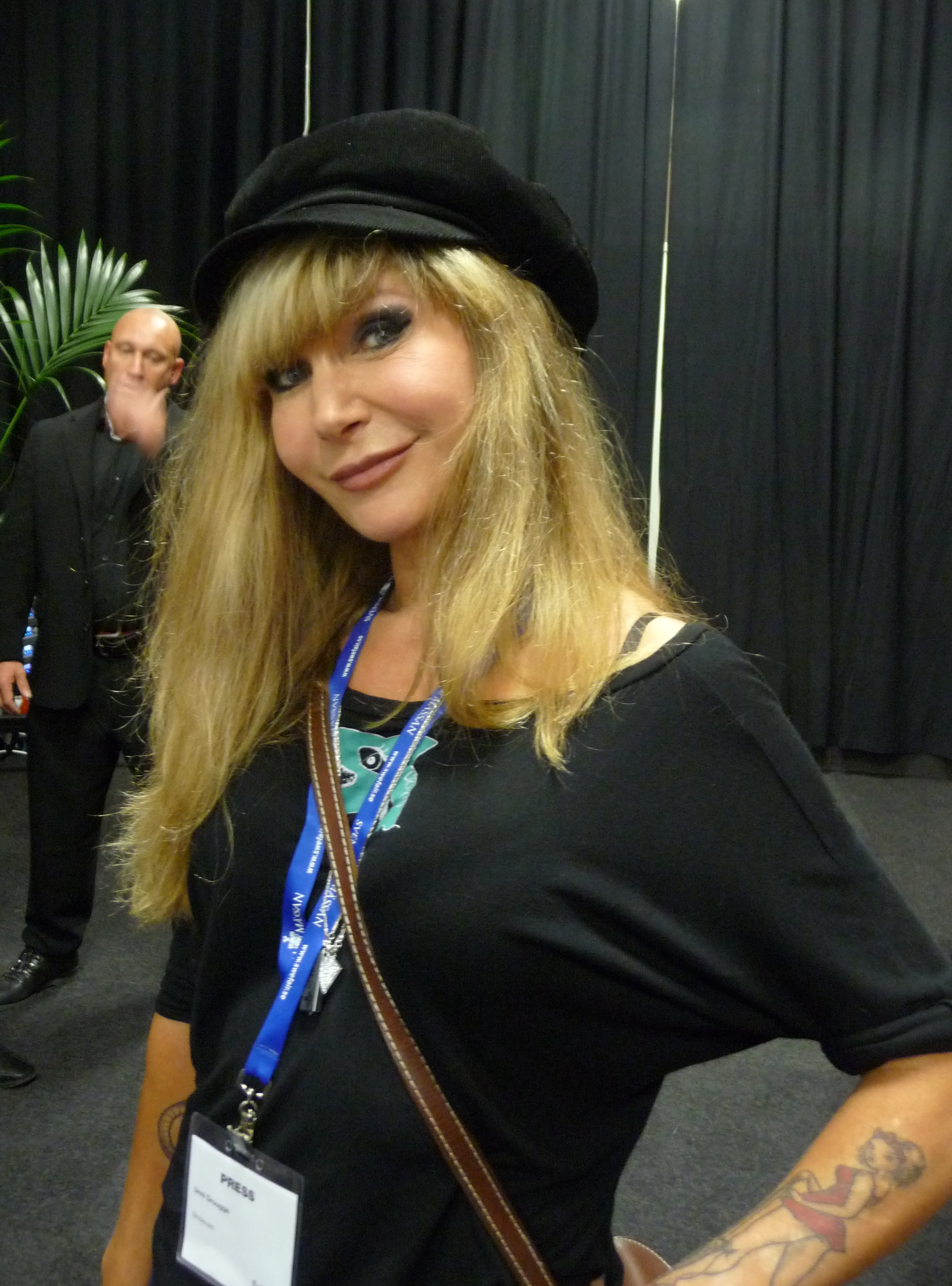
Unni Drougge, 2009.

Unni är ett nordiskt kvinnonamn, av det fornnordiska ordet unna ("älska") eller unnr ("våg, bölja") och nyr ("ung, ny"). I fornnordisk mytologi var 'nn(r) en av de nio döttrarna till havsguden Ägir och Ran.
Namnet Unni har störst utbredning i Norge, där det var ett populärt flicknamn mellan 1930- och 1960-talen och bärs av närmare 10 000 norskor. Det lite mer blygsamma antalet svenska bärare uppgår till 542 personer med namnet Unni (31 december 2010), varav 409 har det som tilltalsnamn.
Unni har norsk namnsdag den 28 december. I svenska almanackan saknar Unni idag namnsdag, men hade mellan 1986 och 1992 namnsdag den 5 augusti jämte Ulrik och Unn.

## Personer med namnet Unni
- Unni Wikan (född 1944), norsk professor i socialantropologi. (norsk art.)
- Unni Drougge (född 1956), svensk författare och journalist
- Unni Lindell (född 1957), norsk författare
- Unni Bergan (född 1960), norsk radiolog
- Unni Askeland (född 1962), norsk konstnär (norsk art.)
- Unni Jerndal (född 1965), svensk journalist
- Unni Wilhelmsen (född 1971), norsk sångerska (norsk art.)
- Unni Boksasp (född 1972), norsk sångerska inom folkmusik
- Unni Løvlid (född 1976), norsk folkmusiker och samtidsmusiker. (norsk art.)